# Сграда на Агенцията за кадастър (Прилеп)
Сградата на Агенцията за кадастър (на македонска литературна норма: Зграда на Агенцијата за катастар на недвижности) е административна сграда в град Прилеп, Република Македония, обявена за значимо културно наследство на Република Македония.

## История
Сградата е разположена на улица „Александър Македонски“ № 147 и 149. Състои се от две свързани функционално помежду си сгради, построени през първата половина на XX век като отделни къщи. Двете сгради са строени в различно време от различни майстори.

## Архитектура
Сградите са типични представители на архитектурата от началото на XX век и са в неокласически стил с елементи на необарок с красиви югоизточни фасади. Къщата на запад (№ 149) се състои от приземие и етаж, има квадратна основа и е симетрично решен. Сградата е масивна със стени от цели тухли на каменен цокъл с прозорци. Междуетажната конструкция е от армиран бетон, а покривната е дървена с керемиди. Приземието има централно разположен вход и е издигнато на четири стъпала. Жилищните помещения са разделени от централно разположен салон, в чийто северен край има стълбище към етажа. Предната фасада е богато декорирана, особено около прозорците, които имат пиластри с канелюри и тимпанони.
Източната къща (№ 147) е изградена по-късно. Има квадратна основа със симетрично решение в основата и предната фасада. Състои се също от приземен и етаж. Изградена е от цяла тухла върху каменен цокъл. Югоизточната фасада е богато декорирана подобно на съседната къща. Има красиви необарокови входни стълби от бял мрамор, които водят до затворен трем с богато декорирана врата и два тесни прозореца отстрани. Входът е централно разположен, а нивото на приземието е повдигнато с пет стъпала. Във вътрешността има централно разположен салон. Междуетажната конструкция е от армиран бетон, а покривната е дървена с керемиди. По-късно е създадена хоризонтална комуникация със западната къща.